# 埼玉県道349号広木折原線

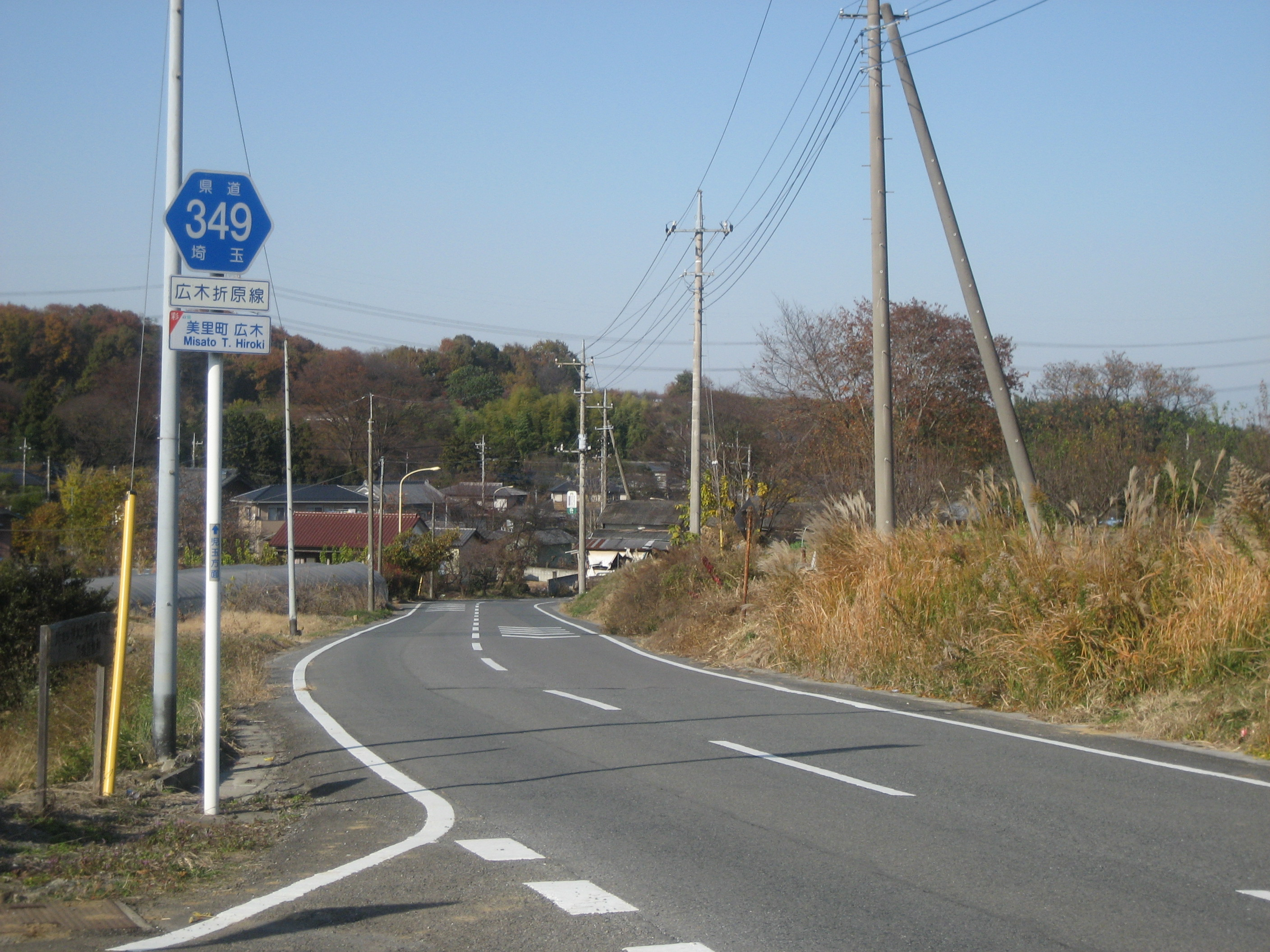
美里町広木付近（2010年12月）

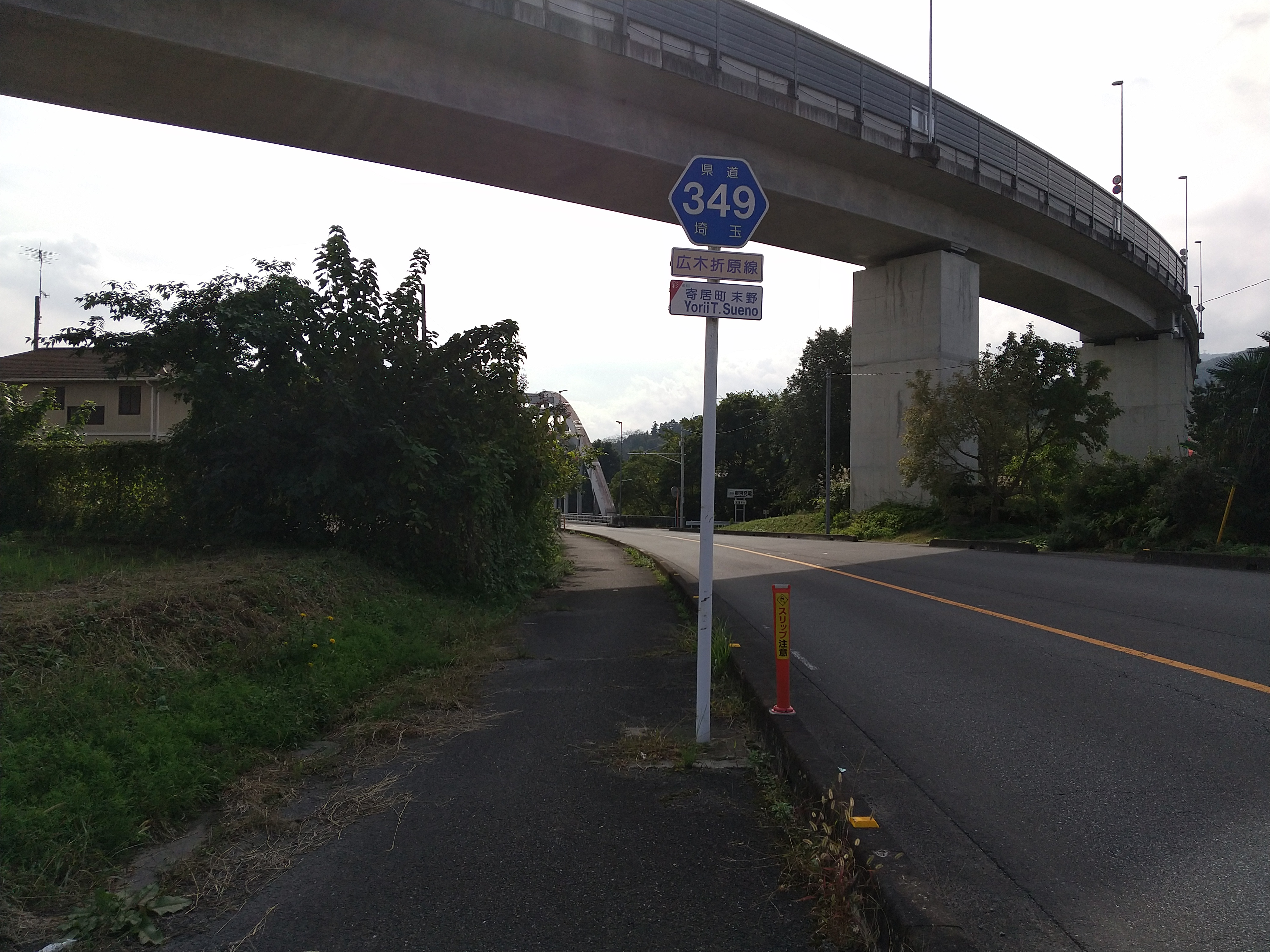
寄居町末野付近

埼玉県道349号広木折原線（さいたまけんどう349ごう ひろきおりはらせん）は、埼玉県児玉郡美里町から同県大里郡寄居町に至る一般県道である。

## 概要
本庄市との境にほど近い美里町広木の国道254号交点から円良田湖・円良田ダム付近を経て国道140号寄居折原インターチェンジまでを南北に結ぶ県道。美里町広木・白石・円良田にかけての一部区間は美里町町内循環バスが経由している。
皆野寄居バイパスの末野大橋が開通するまでは、寄居折原ICから国道140号現道（彩甲斐街道）までの区間がその代替路として利用されていた。現在も国道140号末野交差点以南は実質的に寄居折原ICの一部である。
また、旧県道は末野交差点まで行かず、末野神社まで行き、右折して末野385で国道140号に合流するが、当時は踏切出て直ぐが国道140号であったため、大変危険な交差点であった。

### 路線データ
- 総延長：8.7km[1]
- 実延長：8.7km[1]
- 起点：埼玉県児玉郡美里町大字広木（国道254号交点）
- 終点：埼玉県大里郡寄居町大字折原（寄居折原インターチェンジ＝国道140号皆野寄居バイパス交点）

## 路線状況

### 交通量
24時間自動車類交通量（台/日）
- 美里町白石194-1：1,789

## 地理

### 通過する自治体
- 埼玉県
  - 児玉郡美里町 - 大里郡寄居町

### 交差する道路
- 国道254号（美里町広木）
- 国道140号（寄居町末野・末野交差点)
- 国道140号皆野寄居バイパス（寄居町折原・寄居折原IC）

### 沿道の主な施設
- 円良田湖
- 玉淀湖